# Гельмут Ферстер
Гельмут Ферстер (нім. Helmuth Förster; 19 квітня 1889, Гросс-Штреліц — 7 квітня 1965, Ленггріс) — німецький офіцер, генерал авіації. Кавалер Лицарського хреста Залізного хреста.

## Біографія
23 вересня 1907 року поступив у 1-й залізничний полк. З жовтня 1910 року служив у випробувальному авіаційному командуванні в Деберіці, з 1 жовтня 1913 року — ад'ютант інспектора авіації. Учасник Першої світової війни, льотчик. В 1915-16 році служив у штабі командувача авіацією, потім в Генштабі.
31 березня 1919 року звільнений у відставку. 1 квітня 1934 року прийнятий на службу в люфтваффе, начальник штабу вищого командира люфтваффе в Східній Пруссії (з 1 квітня 1935 року — штаб 1-го авіаційного округу) зі штаб-квартирою в місті Кенігсберг. З 1 серпня 1935 року — командир з'єднання 253-ї бомбардувальної ескадри «Генерал Вефер», з 1937 року — начальник інструкторських частин.
1 лютого 1938 року поставлений на чолі навчальної дивізії люфтваффе. З 1 жовтня 1939 року — генерал для особливих доручень при генерал-інспекторі люфтваффе Ергарді Мільху. З 16 квітня по 9 травня 1940 року — начальник штабу 5-го повітряного флоту (яким також командував Мільх). 22 червня 1940 року очолив групу ВВС у складі франко-німецької комісії з перемир'я. З 19 квітня по 31 травня 1941 року — військовий командувач в Сербії. 3 червня 1941 року призначений командиром 1-го авіаційного корпусу, що воював на німецько-радянському фронті. З 24 серпня 1942 року — начальник повітряної оборони рейху, з 1 серпня 1944 року — шеф транспортної авіації. 9 травня 1945 року заарештований військовою владою союзників. 30 червня 1947 року звільнений.

## Звання
- Фенріх (18 травня 1908)
- Лейтенант (27 січня 1909)
- Оберлейтенант (27 січня 1914)
- Гауптман (8 червня 1915)
- Майор запасу (31 березня 1919)
- Оберстлейтенант (1 квітня 1934)
- Оберст (1 серпня 1935)
- Генерал-майор (1 лютого 1938)
- Генерал-лейтенант (1 січня 1940)
- Генерал авіації (19 квітня 1941)

## Нагороди
- Залізний хрест 2-го і 1-го класу
- Нагрудний знак військового пілота (Пруссія)
- Королівський орден дому Гогенцоллернів, лицарський хрест з мечами
- Ганзейський Хрест (Гамбург)
- Орден Білого Сокола, лицарський хрест 2-го класу
- Військовий Хрест Вільгельма-Ернста
- Пам'ятний знак пілота (Пруссія)
- Балтійський хрест
- Почесний хрест ветерана війни з мечами
- Медаль «За вислугу років у Вермахті» 4-го і 3-го класу (12 років)
- Нагрудний знак пілота
- Застібка до Залізного хреста 2-го і 1-го класу
- Відзначений у Вермахтберіхт (21 жовтня 1941)
- Лицарський хрест Залізного хреста (22 лютого 1942)